# Galina Starowojtowa
Galina Starowojtowa, ros. Гали́на Васи́льевна Старово́йтова (ur. 17 maja 1946 w Czelabińsku, zm. 20 listopada 1998 w Petersburgu) – rosyjska działaczka polityczna, deputowana Dumy Państwowej, liderka Demokratycznego Wyboru Rosji.
Z wykształcenia była etnografką. Była wykładowcą Uniwersytetu Leningradzkiego. Jest autorką dwóch prac poświęconych relacjom międzyetnicznym w Petersburgu. Pod koniec lat 80. opowiadała się za prawami Ormian z Górskiego Karabachu. Współpracowała z Andriejem Sacharowem.
W latach 1991–1992 była doradczynią do spraw narodowościowych prezydenta Borisa Jelcyna. Po puczu moskiewskim w 1991 roku była typowa na stanowisko ministra obrony narodowej. W 1995 roku została wybrana do Dumy Państwowej Federacji Rosyjskiej. Ogłosiła zamiar startu w wyborach na prezydenta Rosji w 2000 roku.
Opowiadała się przeciwko komunistom i nacjonalistom zasiadającym w Dumie. W grudniu 1992 przedstawiła projekt ustawy o zakazie pełnienia niektórych funkcji publicznych przez współpracowników komunistycznych służb specjalnych i działaczy aparatu partyjnego Komunistycznej Partii Związku Radzieckiego na okres dziesięciu lat.
Opowiadała się przeciwko I wojnie czeczeńskiej. Zorganizowana przez nią akcja „Zapomniany Pułk” pomagała w poszukiwaniu żołnierzy walczących w Czeczeni, a których los po zakończeniu wojny i zawarciu rozejmu był nadal nieznany. Na swojej oficjalnej stronie internetowej Starowojtowa informowała, że przyczyniła się do uwolnienia około 200 rosyjskich żołnierzy z niewoli czeczeńskiej. Starowojtowa współpracowała również z Komitetem Matek Żołnierzy w Petersburgu.
Została zamordowana 20 listopada 1998. Była szóstym deputowanym Dumy zamordowanym od czasu powstania tego ciała w 1993 roku. Została pochowana 24 listopada 1998 roku w Petersburgu. Jej śmierć uchodzi za mord polityczny. Aleksandr Litwinienko i Jurij Fielsztinski w książce Wysadzić Rosję podają, że za śmiercią Starowojtowej stoją rosyjskie służby specjalne. Mordercy strzelali do Starowojtowej z pistoletu maszynowego Agran-2000 oraz beretty. Podczas zamachu został ranny Rusłan Linkow, asystent Starowojtowej. Federalna Służba Bezpieczeństwa w Petersburgu podała, że Starowojtowa zginęła w wyniku porachunków finansowych. Według Służb kilka dni przed zamachem mieli spotkać się sponsorzy Demokratycznego Wyboru Rosji, którzy przekazali 890 tys. dolarów na kampanię wyborczą do zgromadzenia prawodawczego w Petersburgu. Starowojtowa miała zdeponować pieniądze w sejfie w siedzibie Demokratycznego Wyboru Rosji. Kilka dni po morderstwie posłanki doszło do włamania do siedziby partii. Władze Demokratycznego Wyboru Rosji nie uznały wersji wydarzeń podanej przez FSB.